# Oxyopes elifaz
Oxyopes elifaz är en spindelart som beskrevs av Levy 2007. Oxyopes elifaz ingår i släktet Oxyopes och familjen lospindlar. Inga underarter finns listade i Catalogue of Life.